# カセレス県
カセレス県（カセレスけん、Provincia de Cáceres）は、スペイン・エストレマドゥーラ州の県。県都はカセレス。

## 地理
エストレマドゥーラ州のバダホス県、カスティーリャ・イ・レオン州のサラマンカ県、アビラ県、カスティーリャ＝ラ・マンチャ州のトレド県に接し、西はポルトガルに接している。
スペインの県ではバダホス県に次いで面積が広い。県都のカセレスはカセレス県の人口の5分の1を占めている。カセレスに次いで人口の多い自治体はプラセンシアであり、その他の自治体としてはタホ川が流れるアルカンタラも知られている。
世界遺産に登録されているサンタ・マリア・デ・グアダルーペ王立修道院がある。

## 人口
| カセレス県の人口推移 1900－2010                         |
|                                                         |
| 出典:INE（スペイン国立統計局）1900年 - 1991年、1996年 - |

## 歴史
1833年スペイン地方行政区分再編ではスペイン全土に49の県が設置された。この際にカセレス県も設置され、県都はカセレスに定められた。
1939年から1975年のフランコ独裁体制化を経て、スペインの民主化移行期の1970年代末から1980年代初頭にはスペイン全土に17の自治州が設置された。1983年2月26日にはカセレス県など2県からなるエストレマドゥーラ州が発足した。

## 行政区画
カセレス県には222のムニシピオ（基礎自治体）がある。

### 主な自治体
| 順位 | 基礎自治体                 | 人口 （2013年） |
| ---- | -------------------------- | --------------- |
| 1    | カセレス                   | 95,925          |
| 2    | プラセンシア               | 41,047          |
| 3    | ナバルモラル・デ・ラ・モタ | 17,274          |
| 4    | コリア                     | 13.010          |
| 5    | ミアハーダス               | 10.111          |
| 6    | タラジュエーラ             | 9,241           |
| 7    | トルヒージョ               | 9,085           |
| 8    | モラレッハ                 | 7,114           |
| 9    | ハライース・デ・ラ・ベーラ | 6,591           |
| 10   | アロージョ・デ・ラ・ルス   | 6.206           |